# Timothy Kehoe
Timothy Jerome Kehoe (Albuquerque, Nou Mèxic, 13 de juny de 1953) és un economista estatunidenc professor de la Universitat de Minnesota. La seva especialitat és la macroeconomia i l'economia internacional.

## Biografia
La seva família és de Newport, Rhode Island, però ell va néixer a Albuquerque, Nou Mèxic en una base militar on el seu pare, un oficial a l'Armada dels Estats Units, fou estacionat durant un període. És llicenciat en Economia i Matemàtiques pel Providence College el 1975 i doctorat en Economia per la Universitat Yale el 1979. Fou professor a la Universitat Wesleyana, l'Institut Tecnològic de Massachusetts i la Universitat de Cambridge (Anglaterra). Des de 1987 es vincula com a professor de la Universitat de Minnesota. Endemés, és assessor del Banc de la Reserva Federal de Minneapolis i integrant de l'Econometric Society. La seva especialitat és la teoria i aplicació de models d'equilibri general.
Va estudiar l'impacte per Espanya de l'ingrés del país a la Unió Europea, així com la reforma fiscal espanyola. Va assessorar la Secretaria de Comerç i Foment Industrial de Mèxic entre 1990 i 1994 i al govern de Panamà el 1997. Ha estat professor visitant de la Universitat d'Alacant, la Universitat Autònoma de Barcelona, la Universitat de Barcelona, la Universitat Pompeu Fabra, El Colegio de México, i l'Institut Tecnològic Autònom de Mèxic, entre molts d'altres.
És membre del consell científic de la Barcelona Graduate School of Economics i del MOVE.
Conjuntament amb Edward C. Prescott, ha editat el llibre "Great Depressions of the Twentieth Century" una col·lecció d'investigacions sobre la Gran Depressió amb una perspectiva neoclàssica.
Fou nomenat Doctor Honoris Causa per la Universitat de Vigo el febrer de 2008 i el març de 2016 per la Universitat Autònoma de Barcelona.
Està casat amb la historiadora i també professora de la Universitat de Minnesota Jean Maria O'Brien.

## Obres
- Timothy J. Kehoe and Edward C. Prescott, editors, Great Depressions of the Twentieth Century, Federal Reserve Bank of Minneapolis, 2007.